# 溫雅妍
溫雅妍（英語：Crystal Wan，1982年12月18日—），出生於香港，香港模特兒及八模兵團之一。1995年畢業於玫瑰崗學校小學部，赴澳洲升學前曾就讀跑馬地聖保祿中學。

## 電視節目
- 2007年 香港電台 《過渡青春》飾 Crystal
- 2008年 香港電台 《健康大道》
- 2009年  亞洲電視 《馬上全接觸》
- 2009年 電視廣播有限公司《美女廚房 (第二輯)》
- 2010年  香港電台 《反斗英語》第一集 【o靚模天后】飾 Cat

## 寫真集
- 2009年《Girls Look Book》

## 外部連結
- 溫雅妍blog （页面存档备份，存于）